# Tiago Pereira (Leichtathlet)
Tiago Luis Pereira (* 19. September 1993 in Lissabon) ist ein portugiesischer Leichtathlet, der sich auf den Dreisprung spezialisiert hat und auch im Hochsprung an den Start geht.

## Sportliche Laufbahn
Erste internationale Erfahrungen sammelte Tiago Pereira im Jahr 2013, als er bei den U23-Europameisterschaften in Tampere mit übersprungenen 2,05 m in der Hochsprungqualifikation ausschied. Im Jahr darauf belegte er bei den erstmals ausgetragenen U23-Mittelmeer-Meisterschaften in Aubagne mit 16,05 m den vierten Platz im Dreisprung und 2015 gelangte er bei den U23-Europameisterschaften in Tallinn mit 2,15 m auf Rang zehn im Hochsprung. Im Jahr darauf belegte er bei den Ibero-Amerikanischen Meisterschaften in Rio de Janeiro mit 2,15 m den sechsten Platz im Hochsprung und 2019 gelangte er bei den Europaspielen in Minsk mit 2,12 m Rang 16. 2021 siegte er mit 16,91 m bei den Paavo Nurmi Games im Dreisprung und wurde anschließend mit 16,64 m Dritter bei den Bislett Games in Oslo. Auch bei den Anniversary Games in Gateshead wurde er mit 17,11 m Dritter und qualifizierte sich auch für die Teilnahme an den Olympischen Sommerspielen in Tokio, bei denen er mit 16,71 m den Finaleinzug. Anschließend wurde er beim Meeting de Paris mit 16,66 m Dritter. 
2022 klassierte er sich bei den Hallenweltmeisterschaften in Belgrad mit 16,46 m auf dem neunten Platz im Dreisprung und Mitte Mai gewann er bei den Ibero-Amerikanischen Meisterschaften in La Nucia mit 16,71 m die Bronzemedaille hinter dem Kubaner Lázaro Martínez und Marcos Ruiz aus Spanien. Ende Juni sicherte er sich dann bei den Mittelmeerspielen in Oran mit 16,90 m die Bronzemedaille hinter dem Algerier Yasser Triki und Tobia Bocchi aus Italien. Bei den Weltmeisterschaften in Eugene gelangte er mit 16,69 m im Finale auf den zehnten Platz und anschließend belegte er bei den Europameisterschaften in München mit 16,60 m den achten Platz. Im Jahr darauf wurde er bei den Halleneuropameisterschaften in Istanbul mit 16,51 m Vierter. Im Juni belegte er bei der 1. Liga der Team-Europameisterschaft im Rahmen der Europaspiele in Chorzów mit 16,32 m den vierten Platz und im August gelangte er bei den Weltmeisterschaften in Budapest mit 16,26 m im Finale auf den elften Platz. 2024 gewann er bei den Hallenweltmeisterschaften in Glasgow mit 17,08 m die Bronzemedaille hinter dem Burkiner Hugues Fabrice Zango und Yasser Triki aus Algerien. Im Juni belegte er bei den Europameisterschaften in Rom mit 17,08 m den vierten Platz. Im August schied er bei den Olympischen Sommerspielen in Paris mit 16,36 m in der Qualifikationsrunde aus. Im Jahr darauf belegte er bei den Halleneuropameisterschaften in Apeldoorn mit 16,45 m den fünften Platz.
In den Jahren von 2019 bis 2022 und 2024 wurde Pereira portugiesischer Meister im Dreisprung im Freien sowie von 2022 bis 2025 auch in der Halle. Zudem wurde er 2015 und 2019 Hallenmeister im Hochsprung.

## Persönliche Bestleistungen
- Hochsprung: 2,21 m, 16. Mai 2015 in Lissabon
- Dreisprung: 17,11 m (+1,2 m/s), 13. Juli 2021 in Gateshead